# 水上駅
水上駅（みなかみえき）は、群馬県利根郡みなかみ町鹿野沢にある、東日本旅客鉄道（JR東日本）上越線の駅である。

## 概要
上越線内の主要駅で、水上温泉郷を擁する旧水上町の観光拠点である。かつては上越国境越え用の機関車（ED16、EF12、EF16など）が配属された水上機関区が置かれ、当駅は通過禁止駅のため、上越線のすべての列車が停車している。客車列車は補機の増解結が行われた。当駅を経由しない上越新幹線の開業後は上野駅からの特急「水上」が当駅を終着駅とするのみとなっている（現在は臨時列車）。このほか、高崎方面と長岡方面を通しで運転する普通列車も存在したが、現在では普通列車は当駅を境に運転系統が分断されており、いずれの方面からも当駅で折り返しとなる。
越後湯沢・長岡方面下りの定期旅客列車は平日が1日6本のみ（最大で4時間近くも開く時間帯がある）となる。また、初列車が8時台、最終列車が20時台となっている。冬季には、スキー客の利便性向上のため、列車が増発される。新潟県方面へは旅客列車よりも貨物列車の方が列車の本数が多い。
駅の管轄は高崎支社だが、日本国有鉄道（国鉄）時代は新潟鉄道管理局（現・新潟支社）の管内（境界駅）だった。

## 歴史

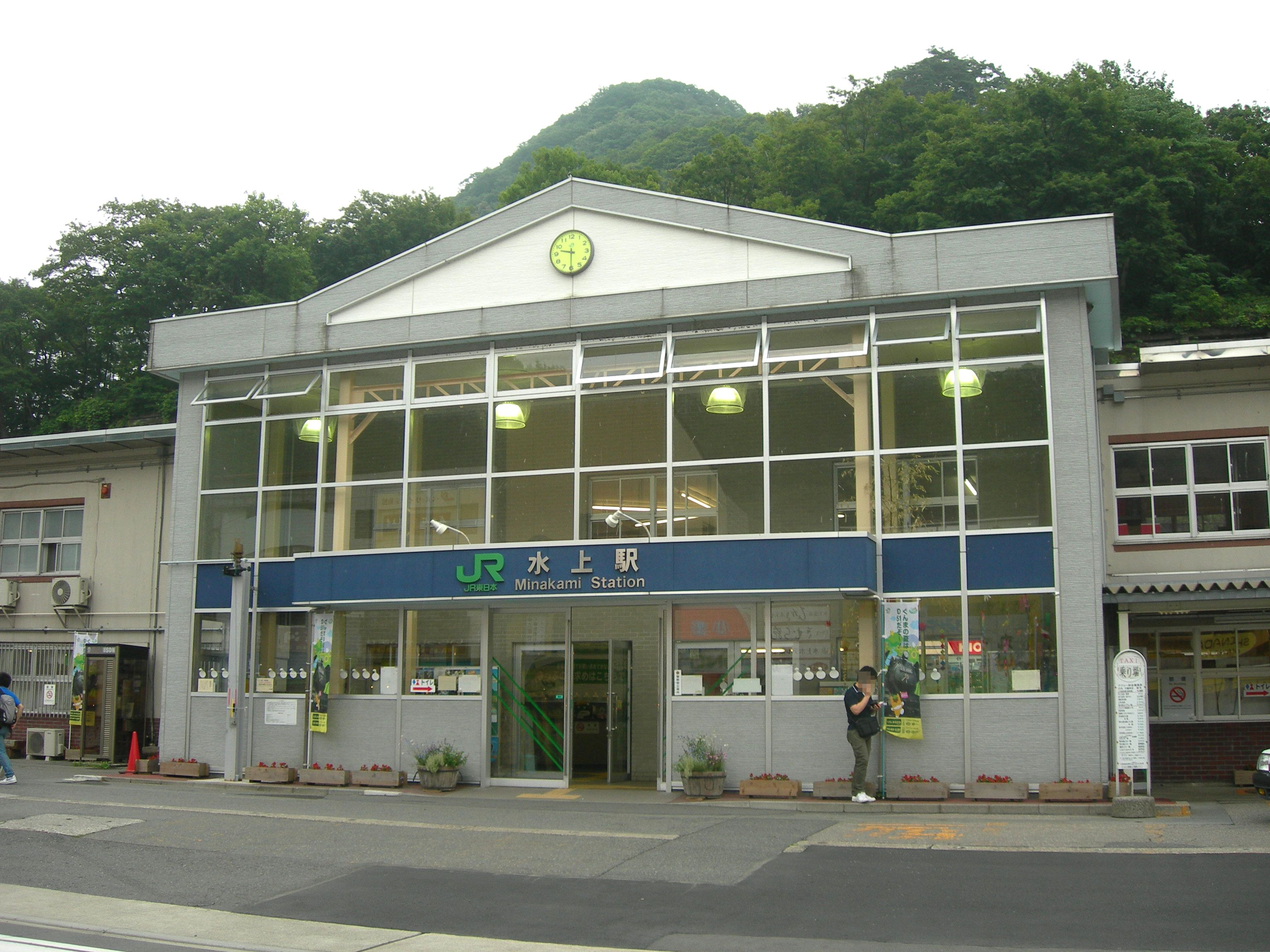
1928年（昭和3年）10月30日：国有鉄道上越南線・後閑駅 - 当駅間の開業に伴い開設される[1]。
- 1931年（昭和6年）
  - 8月15日：水上機関庫を開設[4]。
  - 9月1日：清水トンネルの完成により、上越線・当駅 - 越後湯沢駅間が開通し、全通。同時に当駅 - 石打駅間が電化される。
- 1951年（昭和26年）9月4日：午前3時35分ごろ、駅2階職員宿舎付近から出火し、駅舎と跨線橋が全焼[新聞 1]。
- 1952年（昭和27年）1月1日：コンクリートブロック造2階建ての駅舎が完成し、供用を開始[新聞 2]。
- 1970年（昭和45年）12月15日：観光センターを開設[5]。
- 1978年（昭和53年）10月11日：（専用線発着の車扱貨物を除く）貨物の取り扱いを廃止[1]。
- 1983年（昭和58年）8月15日：専用線発着の車扱貨物の取り扱いを廃止[1]。
- 1984年（昭和59年）2月1日：荷物の扱いを廃止[1]。
- 1986年（昭和61年）11月1日：水上機関区を廃止し、長岡運転所水上派出所となる[6]。
- 1987年（昭和62年）4月1日：国鉄分割民営化により、東日本旅客鉄道（JR東日本）の駅となる[1]。
- 2002年（平成14年）：構内での駅弁の販売を終了[7]。
  - 最末期は小島商店と菊富士ホテル（弁当部）の2業者が岳（やま）の釜めしなどを販売していた[7]。
- 2006年（平成18年）
  - 3月：みどりの窓口を廃止し、もしもし券売機Kaeruくんを設置[新聞 3]。
  - 3月22日：自動改札機の供用を開始[新聞 4]。
- 2009年（平成21年）3月14日：東京近郊区間の拡大により、ICカード「Suica」の利用が可能となる（高崎方面のみ）[報道 1]。
- 2010年（平成22年）11月1日：発車メロディをみなかみ町のうた「ふる里みなかみ」に変更。 *  - 改修前の駅舎（2010年7月）

## 駅構造
単式ホーム1面1線、島式ホーム1面2線、計2面3線のホームを有する地上駅である。両ホームは南北2本、1本の跨線橋（階段のみ）で連絡している。ホームは曲線上に位置している。このほか、駅南側に留置線がある。
コンクリート2階建ての大きな駅舎を持ち、待合室（夜間閉鎖）も設置されている。2001年（平成13年）に入口部分を増築した。
直営駅である。管理駅として、岩本駅 - 土合駅間の各駅を管理している。Suica対応自動改札機、指定席券売機、自動券売機が設置されている。かつてはみどりの窓口も設置されていたが、2006年（平成18年）に「もしもし券売機Kaeruくん」へ置き換えられる形で廃止され、「もしもし券売機Kaeruくん」も2012年（平成24年）に現在の指定席券売機に置き換えられる形で営業を終了した。
かつては1番線と2番線の間に機回し線があったが、補機の必要もなくなり撤去された。

### のりば
駅舎側が1番線である。定期旅客列車は以下の使い分けを行っている（臨時列車についてはこの限りでない）。
| 番線 | 路線    | 方向           | 行先                 |
| ---- | ------- | -------------- | -------------------- |
| 1    | ■上越線 | 上り           | 高崎・大宮・上野方面 |
| 2    | ■上越線 | 下り           | 長岡・新潟方面       |
| 3    | ■上越線 | （臨時ホーム） | （臨時ホーム）       |

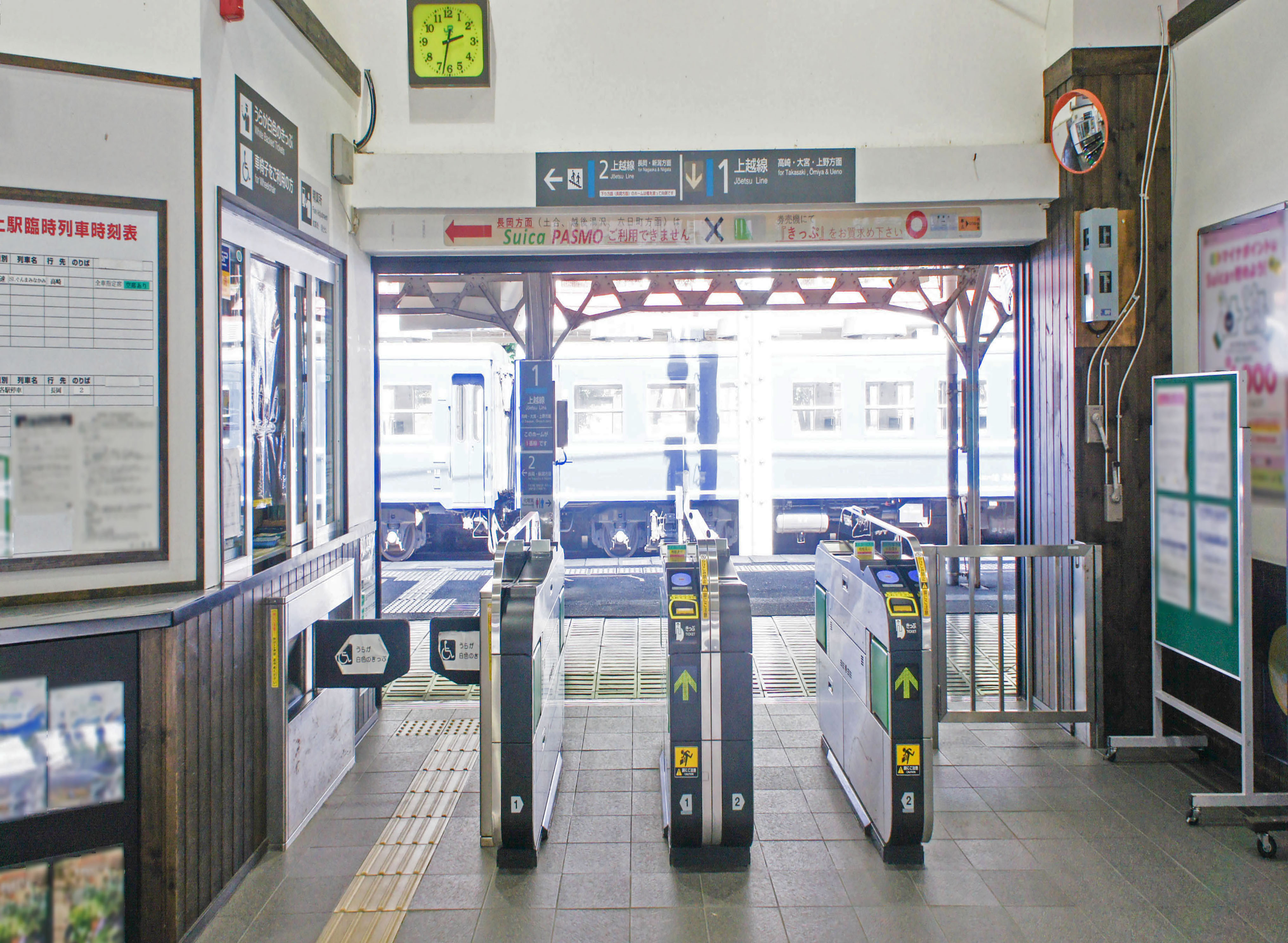
改札口（2021年7月）
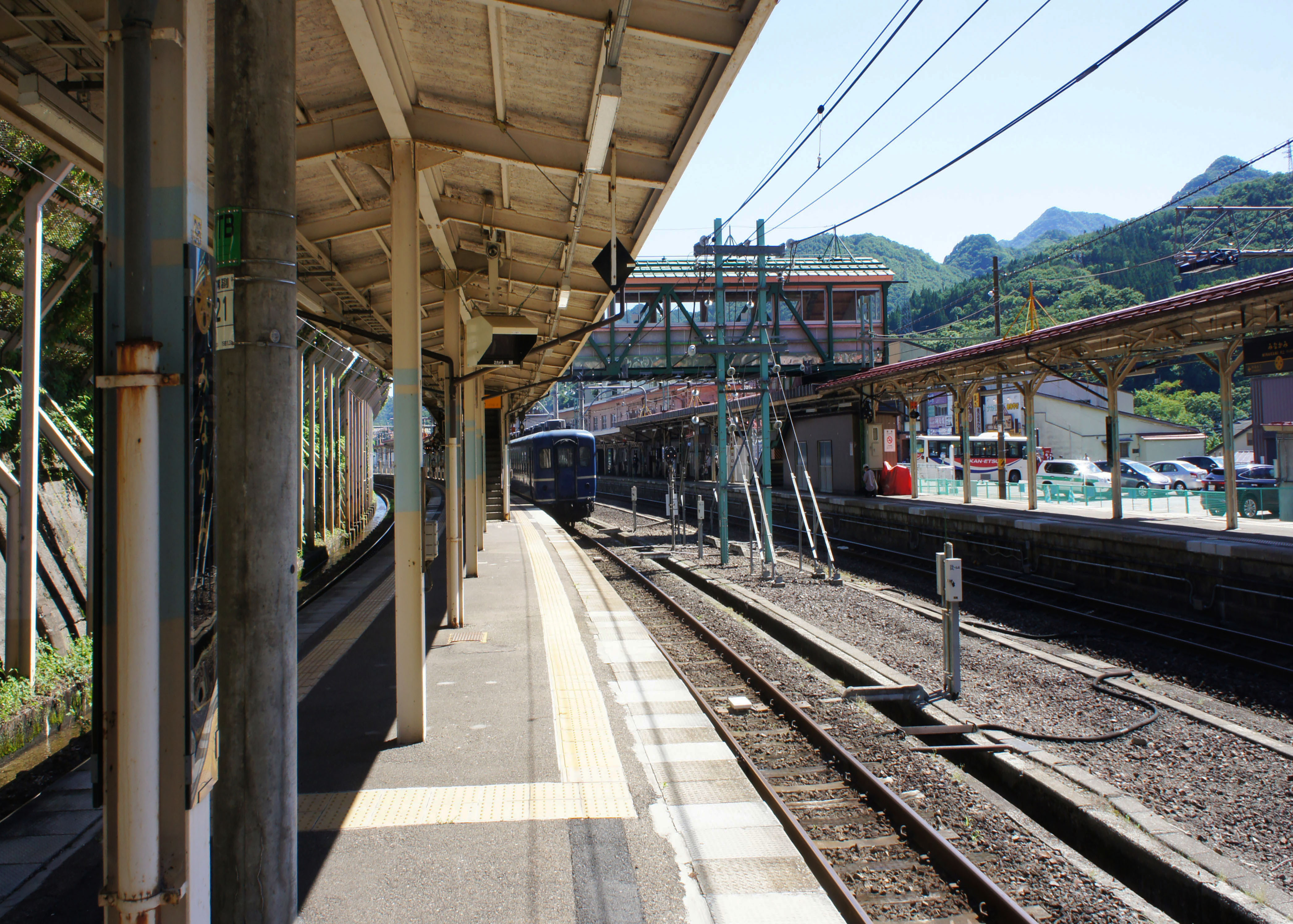
ホーム（2021年7月）

## 利用状況
JR東日本によると、2023年度（令和5年度）の1日平均乗車人員は254人である。
2000年度（平成12年度）以降の推移は以下のとおりである。
| 1日平均乗車人員推移 | 1日平均乗車人員推移 | 1日平均乗車人員推移 | 1日平均乗車人員推移 | 1日平均乗車人員推移 |
| 年度                | 定期外              | 定期                | 合計                | 出典                |
| ------------------- | ------------------- | ------------------- | ------------------- | ------------------- |
| 2000年（平成12年）  |                     |                     | 772                 | [ 利用客数 2 ]      |
| 2001年（平成13年）  |                     |                     | 748                 | [ 利用客数 3 ]      |
| 2002年（平成14年）  |                     |                     | 740                 | [ 利用客数 4 ]      |
| 2003年（平成15年）  |                     |                     | 706                 | [ 利用客数 5 ]      |
| 2004年（平成16年）  |                     |                     | 651                 | [ 利用客数 6 ]      |
| 2005年（平成17年）  |                     |                     | 621                 | [ 利用客数 7 ]      |
| 2006年（平成18年）  |                     |                     | 589                 | [ 利用客数 8 ]      |
| 2007年（平成19年）  |                     |                     | 612                 | [ 利用客数 9 ]      |
| 2008年（平成20年）  |                     |                     | 609                 | [ 利用客数 10 ]     |
| 2009年（平成21年）  |                     |                     | 546                 | [ 利用客数 11 ]     |
| 2010年（平成22年）  |                     |                     | 514                 | [ 利用客数 12 ]     |
| 2011年（平成23年）  |                     |                     | 450                 | [ 利用客数 13 ]     |
| 2012年（平成24年）  | 318                 | 147                 | 465                 | [ 利用客数 14 ]     |
| 2013年（平成25年）  | 290                 | 149                 | 439                 | [ 利用客数 15 ]     |
| 2014年（平成26年）  | 289                 | 129                 | 419                 | [ 利用客数 16 ]     |
| 2015年（平成27年）  | 280                 | 125                 | 405                 | [ 利用客数 17 ]     |
| 2016年（平成28年）  | 274                 | 118                 | 392                 | [ 利用客数 18 ]     |
| 2017年（平成29年）  | 259                 | 126                 | 385                 | [ 利用客数 19 ]     |
| 2018年（平成30年）  | 246                 | 117                 | 364                 | [ 利用客数 20 ]     |
| 2019年（令和元年）  | 224                 | 117                 | 341                 | [ 利用客数 21 ]     |
| 2020年（令和02年）  | 118                 | 90                  | 208                 | [ 利用客数 22 ]     |
| 2021年（令和03年）  | 131                 | 86                  | 218                 | [ 利用客数 23 ]     |
| 2022年（令和04年）  | 169                 | 80                  | 249                 | [ 利用客数 24 ]     |
| 2023年（令和05年）  | 181                 | 72                  | 254                 | [ 利用客数 1 ]      |

## 駅周辺
水上温泉郷への玄関口の一つで、駅前にある駐車スペースは公共交通の路線バスやタクシーのほか、ホテルの送迎バスが使用する。また、駅前には観光案内所のほか、土産品店などの商店が軒を連ねる。なお、温泉街の中心部までは高崎寄りへ徒歩10分ほどの距離である。郵便ポストは以前は駅前にあったが撤去された。その後、駅側が郵便局に要望し、現在閉鎖中の簡易局前に設置された。
駅前の道路は、冬季の降雪時は消雪パイプなどによる散水を行っている。
駅から徒歩5分のところに蒸気機関車 (SL) 用の転車台がある。周囲は「水上駅転車台広場」として整備されてイベントなどに利用されており、国鉄D51形蒸気機関車（D51 745）が展示されている。
- 水上温泉郷
- 利根川
- 芦間公園
- 諏訪原公園
- みなかみ町役場水上支所（旧・水上町役場。役場本庁舎は2つ隣の後閑駅が最寄り駅である。）
- 水上郵便局
- 水上駅前簡易郵便局 (一時閉鎖中）
- 群馬銀行水上支店
- 東和銀行水上支店
- みなかみ町立水上中学校
- 国道291号（駅前の道路）

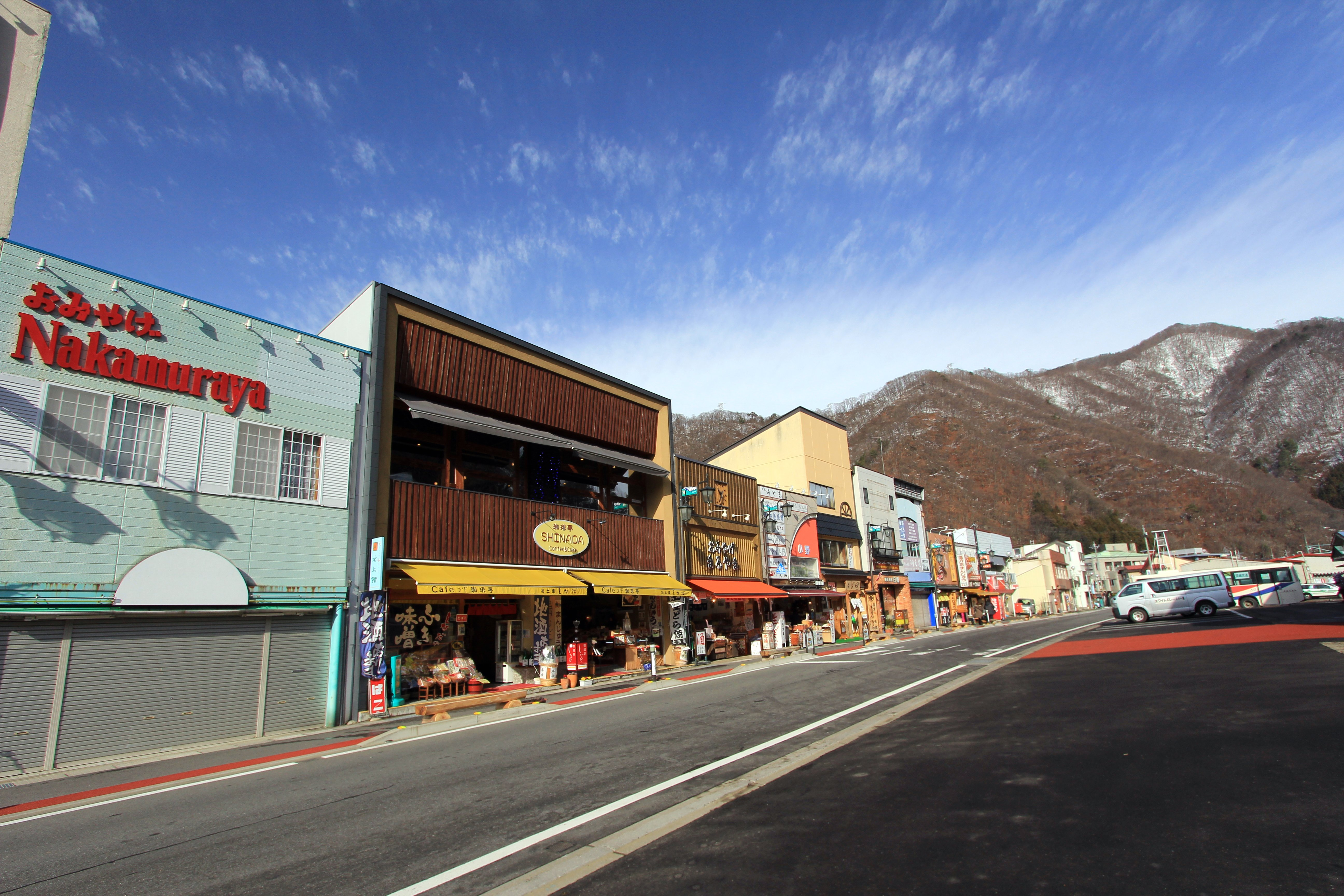
駅前の飲食店・商店街
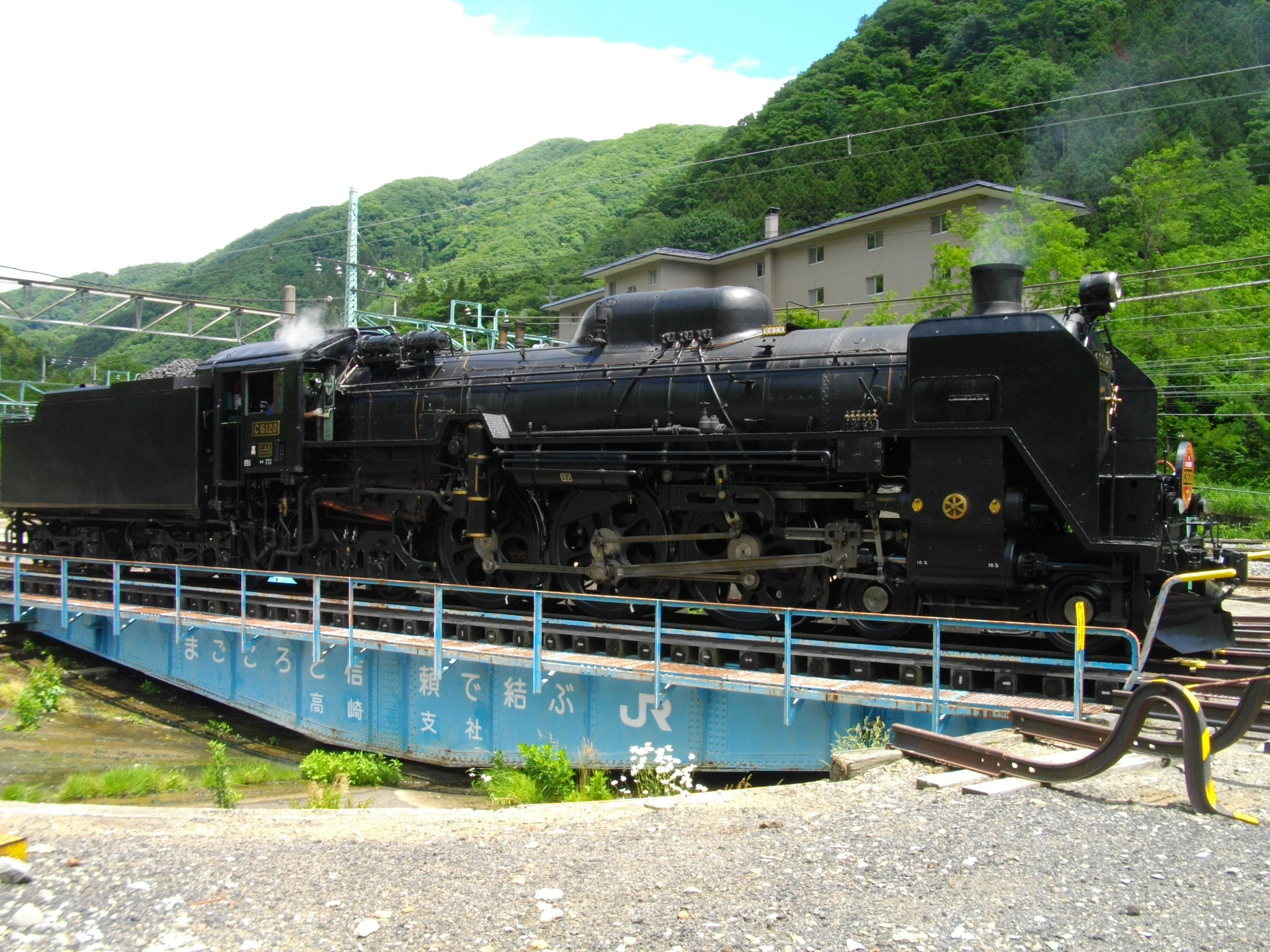
現役で稼動する転車台
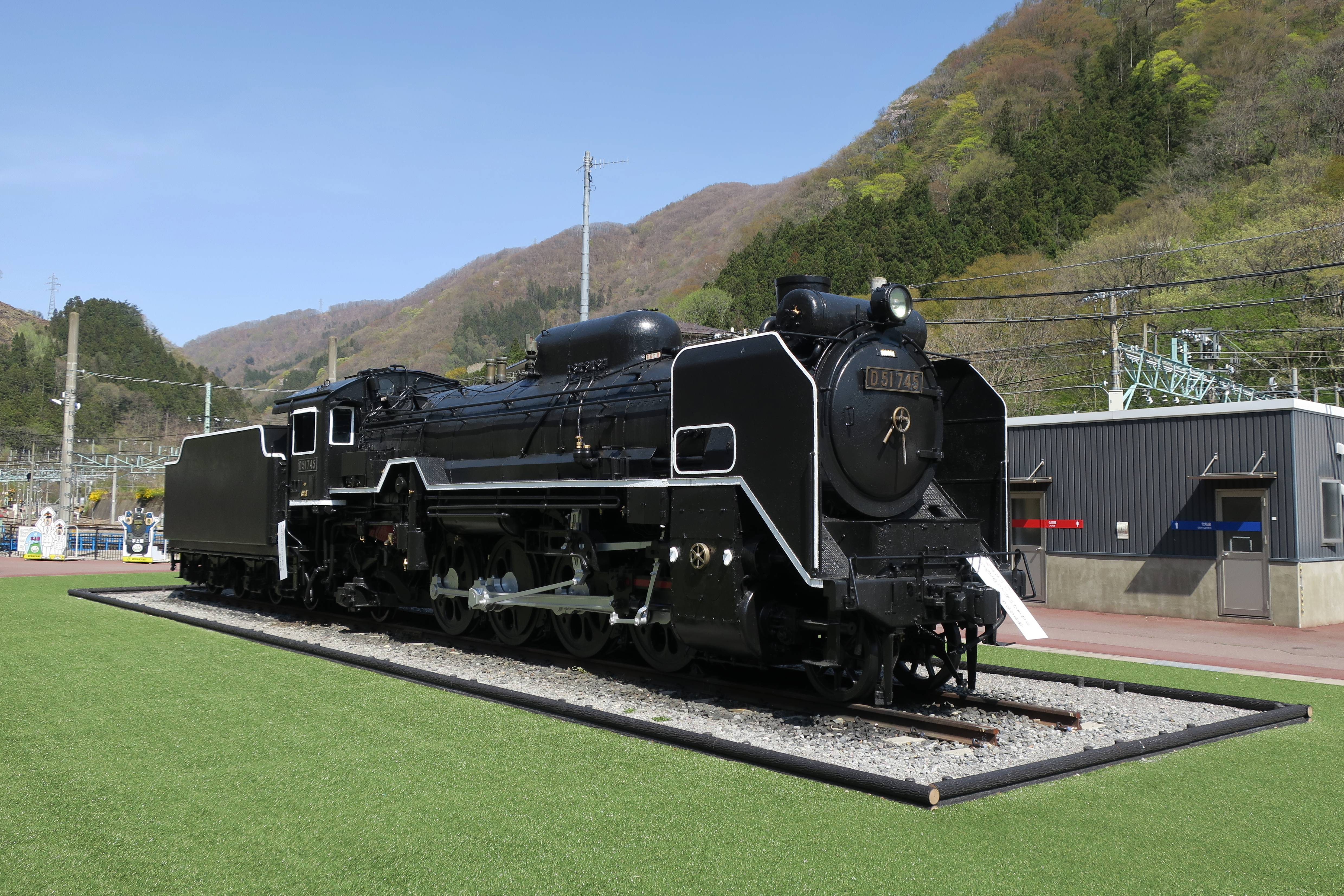
D51 745

## バス路線
上越新幹線の上毛高原駅へ連絡する路線のほか、谷川岳ヨッホ by 星野リゾート（旧谷川岳ロープウェイ）の駅や町内の一部スキー場などへの路線が運行されている。特に湯檜曽駅・土合駅（谷川岳ロープウェイ駅行きバスが経由）へは、並行する上越線の旅客列車よりも路線バスの本数が多い。
このほか、水上温泉シャトルバスが主に多客期に運行している。
| のりば | 運行事業者     | 路線                                                                                                   |
| ------ | -------------- | --- |
| 3      | 関越交通       | 谷川岳ヨッホ                                                                                           |
| 4      | 関越交通       | - 粟沢 - 宝川温泉 - 湯の小屋                                                                           |
| 5      | 関越交通       | - 上毛高原駅 - 水上温泉シャトルバス：水上駅（循環） - 高速バス「みなかみ温泉号」：バスタ新宿（新宿駅） |
| 5      | 武尊山観光開発 | 宝台樹スキー場シャトルバス：水上宝台樹スキー場                                                         |

## 隣の駅
東日本旅客鉄道（JR東日本）
■上越線
- 臨時快速「SLぐんま みなかみ」発着駅
- 臨時特急「水上」発着駅

上牧駅 - 水上駅 - 湯檜曽駅

### 記事本文